# Jairo Castillo
Jairo Fernando Castillo (Tumaco, Nariño; 17 de novembro de 1977) é um ex - futebolista colombiano que jogava de atacante.

## Títulos

### Seleção da Colômbia
- Copa América: 2001.